# Cape Canaveral Space Force Station
La Cape Canaveral Space Force Station (CCSFS) è la base di lancio del Dipartimento della Difesa degli Stati Uniti e rappresenta la principale base di lancio della parte orientale degli USA. È situata presso Cape Canaveral, in Florida, ed è subordinata alla Patrick Space Force Base, sede del Space Launch Delta 45. La CCSFS ha tre piattaforme di lancio attualmente attive (Space Launch Complexes 37B, 40 e 41), ed è dotata di una pista d'atterraggio di 3km situata vicino ai complessi di lancio, e viene utilizzata dagli aerei militari che trasportano carichi pesanti e fuori misura. La CCSFS si trova a sud-sud-est del John F. Kennedy Space Center della NASA ed è collegato ad esso da ponti e strade rialzate.
La CCSFS è stata popolarmente nota come Cape Kennedy dal 1963 al 1973, e come "Cape Canaveral" dal 1949 al 1963 e dal 1973 al 2020. Nel dicembre 2020 la struttura è stata ribattezzata Cape Canaveral Space Force Station (CCSFS), dopo che la ridenominazione che sarebbe dovuta avvenire nel marzo 2020 fu inizialmente rinviata a tempo indeterminato a causa della pandemia COVID-19.
Parti della base sono state designate come monumento storico nazionale per la loro associazione con i primi anni del programma spaziale americano.

## Missioni
La Cape Canaveral Space Force Station fu la pioniera dell'esplorazione spaziale in quanto da questa base furono lanciati:
- Il primo satellite terrestre degli Stati Uniti (1958)
- Il primo astronauta statunitense (1961)
- Il primo astronauta statunitense in orbita (1962)
- Il sito di lancio per tutti i primi veicoli spaziali a volare (separatamente) inoltre ciascuno dei pianeti del Sistema Solare (1962-1977)
- Il primo veicolo spaziale statunitense da due uomini (1965)
- Il primo atterraggio lunare senza pilota statunitense (1966)
- La prima navicella spaziale statunitense a decollare con tre uomini (1969)
- Il prima sonda spaziale ad orbitare attorno a Marte (1971)
- La prima navicella spaziale a lasciare il Sistema Solare (1977)
- La prima sonda spaziale americana ad orbitare e atterrare su Venere (1978)
- La prima sonda spaziale a esplorare la superficie di Marte (1996)
- La prima sonda spaziale a orbitare attorno a Saturno (2004)
- La prima sonda spaziale ad orbitare attorno a Mercurio (2011).

## Storia
Quest'area è stata usata sin dal 1949, quando il Presidente Harry S. Truman decise che i test di missili dovevano avvenire nella zona del Joint Long Range Proving Grounds a Cape Canaveral. La posizione era tra le migliori negli Stati Uniti continentali poiché permetteva lanci verso l'Oceano Atlantico, ed era la più vicina all'equatore, il che dava la possibilità ai missili di sfruttare al meglio la spinta dovuta alla rotazione della Terra.

### Terreno di prova dell'aeronautica militare

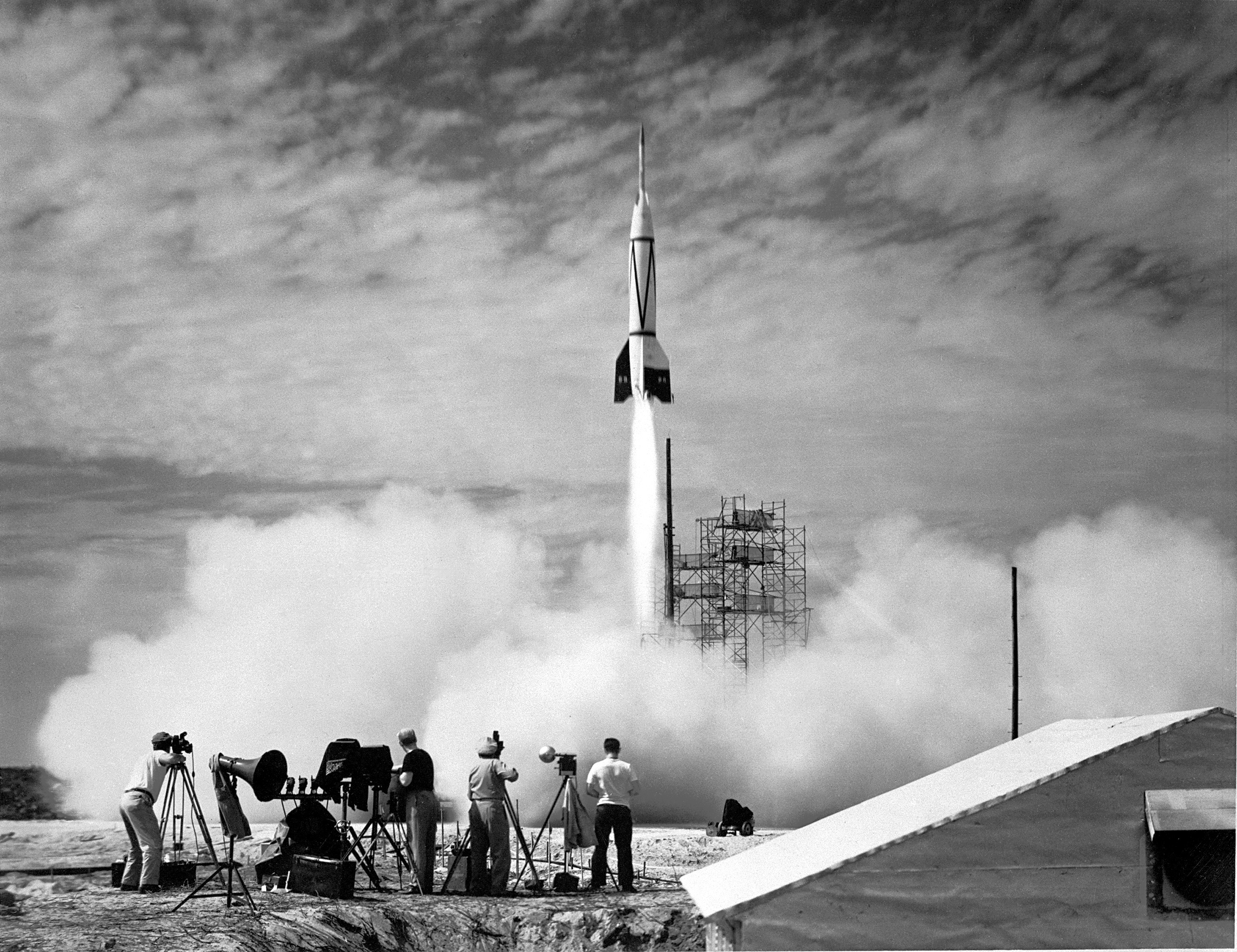
Il RTV-G-4 Bumper è stato il primo missile ad essere lanciato da Cape Canaveral, il 24 luglio 1950. (NASA)

Il 1º giugno 1948, la Marina degli Stati Uniti trasferì l'ex stazione aerea navale di Banana River all'Aeronautica degli Stati Uniti, con l'Air Force che ribattezzò la struttura base JLRPG (Joint Long Range Proving Ground) il 10 giugno 1949. Il 1º ottobre 1949, la base di prova congiunta a lungo raggio fu trasferita dal comando materiale aereo alla divisione dell'aeronautica militare del terreno di prova congiunto a lungo raggio. Il 17 maggio 1950, la base fu ribattezzata Long Range Proving Ground Base, ma tre mesi dopo fu nuovamente ribattezzata Patrick Air Force Base, in onore del generale dell'esercito Mason Patrick. Nel 1951 la U.S. Air Force istituì la Air Force Missile Test Center, vicino alla Naval Air Station Banana River. I primi missili americani suborbitali furono realizzati a Cape Canaveral nel 1956.
I primi voli suborbitali americani furono raggiunti a Cape Canaveral nel 1956, poco dopo i voli suborbitali lanciati dalla White Sands Missile Range, come il razzo Viking 12 il 4 febbraio 1955. Dopo il successo dello Sputnik 1 dell'Unione Sovietica (lanciato il 4 ottobre 1957), gli Stati Uniti tentarono il primo lancio di un satellite artificiale da Cape Canaveral il 6 dicembre 1957. Tuttavia, il razzo che trasportava Vanguard TV3 esplose sulla rampa di lancio.
La NASA è stata fondata nel 1958 e gli equipaggi dell'Air Force hanno lanciato missili per la NASA dal Capo, noto allora come Cape Canaveral Missile Annex. I missili Redstone, Jupiter, Pershing 1, Pershing 1a, Pershing II, Polaris, Thor, Atlas, Titan e Minuteman furono tutti testati a Cape Canaveral, diventando la base per il razzo Delta del veicolo di lancio sacrificabile (ELV), che lanciò Telstar 1 il 10 luglio del 1962. La fila di Titan (LC-15, 16, 19, 20) e Atlas (LC-11, 12, 13, 14) le piattaforme di lancio lungo la costa divennero note come Missile Row negli anni '60.

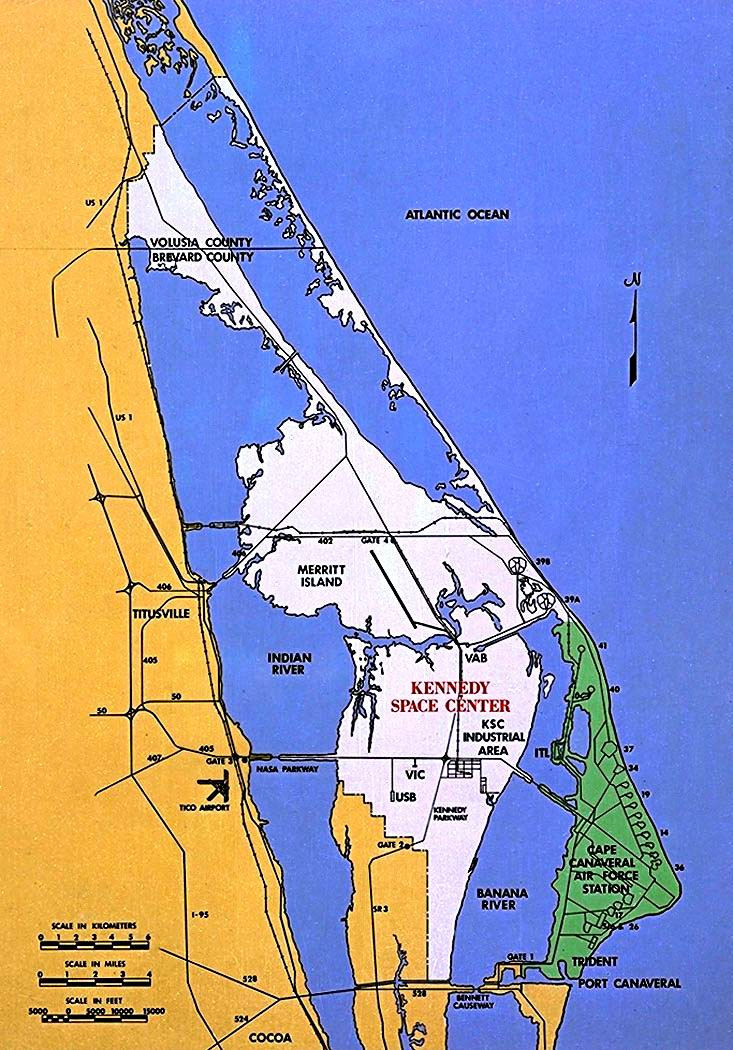
Cape Canaveral Space Force Station (in verde).

La Air Force aumentò la capacità del Titan per avere un carico maggiore. Costruì i complessi di lancio 40 e 41 per lanciare Titan III e Titan IV a sud del Kennedy Space Center. Il Titan III ha circa la stessa capacità di carico del Saturn IB, ma con un costo notevolmente ridotto. I complessi di lancio 40 e 41 sono stati usati per le ricognizioni difensive, per satelliti di comunicazione e meteorologici, e per le missioni planetarie della NASA. Anche la Air Force aveva progettato due voli con uomini a bordo dai complessi di lancio 40 e 41. Uno era il Dyna-Soar, missile orbitale (cancellato nel 1963), l'altro era il Manned Orbiting Laboratory, una stazione spaziale di rifornimento (cancellato nel 1969).
Dal 1974 al 1977 il Titan-Centaur diventò il nuovo veicolo con carico maggiore della NASA, e lanciò i veicoli spaziali Viking e Voyager dal complesso di lancio 41. Il complesso 41 divenne più tardi il sito di lancio per il missile statunitense più potente, il Titan IV, sviluppato dalla Air Force.

## Progetto Mercury

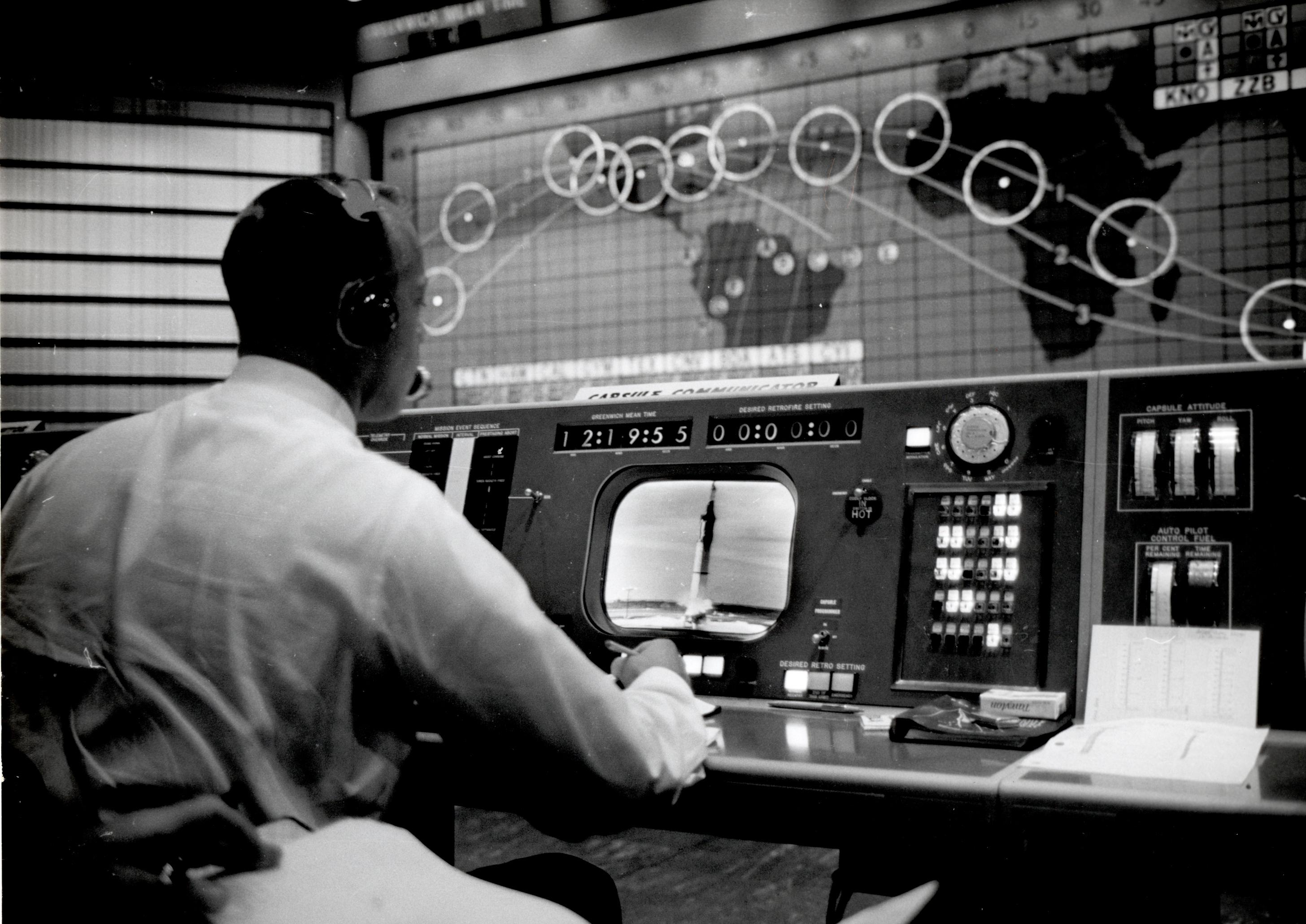
Alan Shepard guarda il lancio della Liberty Bell 7 di Gus Grissom nel Mercury Control Center.

Il primo programma di volo spaziale con equipaggio della NASA è stato preparato per il lancio da Cape Canaveral dagli equipaggi dell'US Air Force. Gli obiettivi del programma Mercury erano di posizionare un capsula spaziale con a bordo un uomo in grado di orbitare intorno alla Terra, indagare sulle prestazioni umane e sulla capacità di funzionare nello spazio e recuperare in sicurezza l'astronauta e la capsula spaziale. I voli suborbitali furono lanciati da derivati del missile Redstone dell'esercito dal pad LC-5; due di questi voli furono effettuati da Alan Shepard il 5 maggio 1961 e Gus Grissom il 21 luglio 1961. I voli orbitali furono lanciati da derivati del più grande missile Atlas D dell'Air Force dal pad LC-14. Il primo americano in orbita fu John Glenn il 20 febbraio 1962. Altri tre voli orbitali seguirono fino al maggio 1963.
Il controllo di volo per tutte le missioni Mercury è stato situato presso il Mercury Control Center a Canaveral vicino a LC-14.

### Modifica temporanea del nome
Il 29 novembre 1963, in seguito alla morte del presidente John F. Kennedy, il suo successore Lyndon B. Johnson emanò l'Ordine Esecutivo 11129 rinominando sia il Merrit Island Launch Operations Center della NASA che "le strutture della stazione n. 1 della Atlantic Missile Range" come "John F. Kennedy Space Center". Aveva anche convinto il governatore C. Farris Bryant, a cambiare il nome di Cape Canaveral in Cape Kennedy. Ciò ha provocato una certa confusione nella percezione pubblica, che ha fuso i due. L'amministratore della NASA James E. Webb ha emanato una direttiva nella quale dichiarava che il nome del Kennedy Space Center si applicava solo a Merrit Island, mentre l'Air Force ha emesso un ordine generale che rinominava il sito di lancio della stazione dell'aeronautica militare Cape Kennedy Air Force Station. Questo nome è stato utilizzato nei programmi Gemini e nei primi Apollo.
Tuttavia, il cambio di nome geografico si è rivelato impopolare, a causa della longevità storica di Cape Canaveral (uno dei più antichi toponimi degli Stati Uniti, risalente all'inizio del 1500). Nel 1973, sia la base dell'aeronautica che i nomi geografici del Capo furono riportati a Canaveral dopo che il legislatore della Florida approvò un disegno di legge che modificava il nome che fu firmato in legge dal governatore della Florida Reubin Askew.

## Programma Gemini

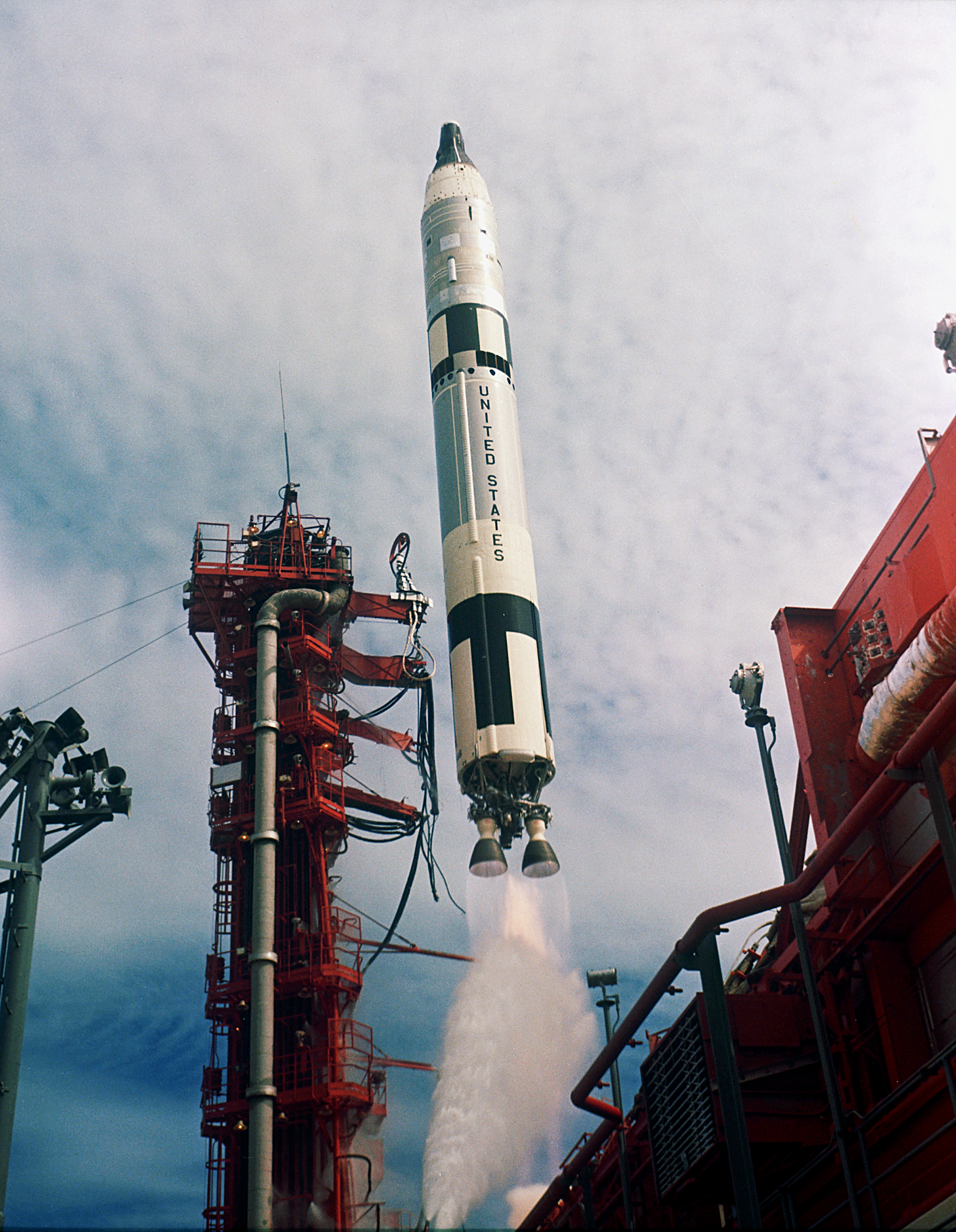
Gemini-Titan II.

La navicella spaziale Gemini poteva ospitare un equipaggio di due uomini ed è stata lanciata in orbita da un derivato del missile Titan II dell'Air Force. Dodici voli Gemini furono lanciati dalla LC-19, dieci dei quali con equipaggio. Il primo volo con equipaggio fu Gemini 3 che avvenne il 23 marzo 1965. I voli successivi Gemini furono sostenuti da sette lanci senza equipaggio del Agena veicolo di destinazione sul Atlas-Agena da LC-14, per sviluppare rendezvous e attracco, manovra critica per il programma Apollo. Due dei veicoli Atlas-Agena non riuscirono a raggiungere l'orbita su Gemini 6 e Gemini 9, e un errore di manovra del muso su un terzo ha causato la mancata espulsione in orbita, impedendo l'attracco su Gemini 9A. Il volo finale, Gemini 12, fu lanciato l'11 novembre 1966.
Le capacità del Mercury Control Center erano inadeguate per le esigenze di controllo del volo di Gemini e Apollo, quindi la NASA costruì un Mission Control Center migliorato nel 1963, che decise di localizzare presso il Manned Spacecraft Center di recente costruzione a Houston, in Texas, piuttosto che a Canaveral o presso il Goddard Space Flight Center nel Maryland.

### Programma Apollo

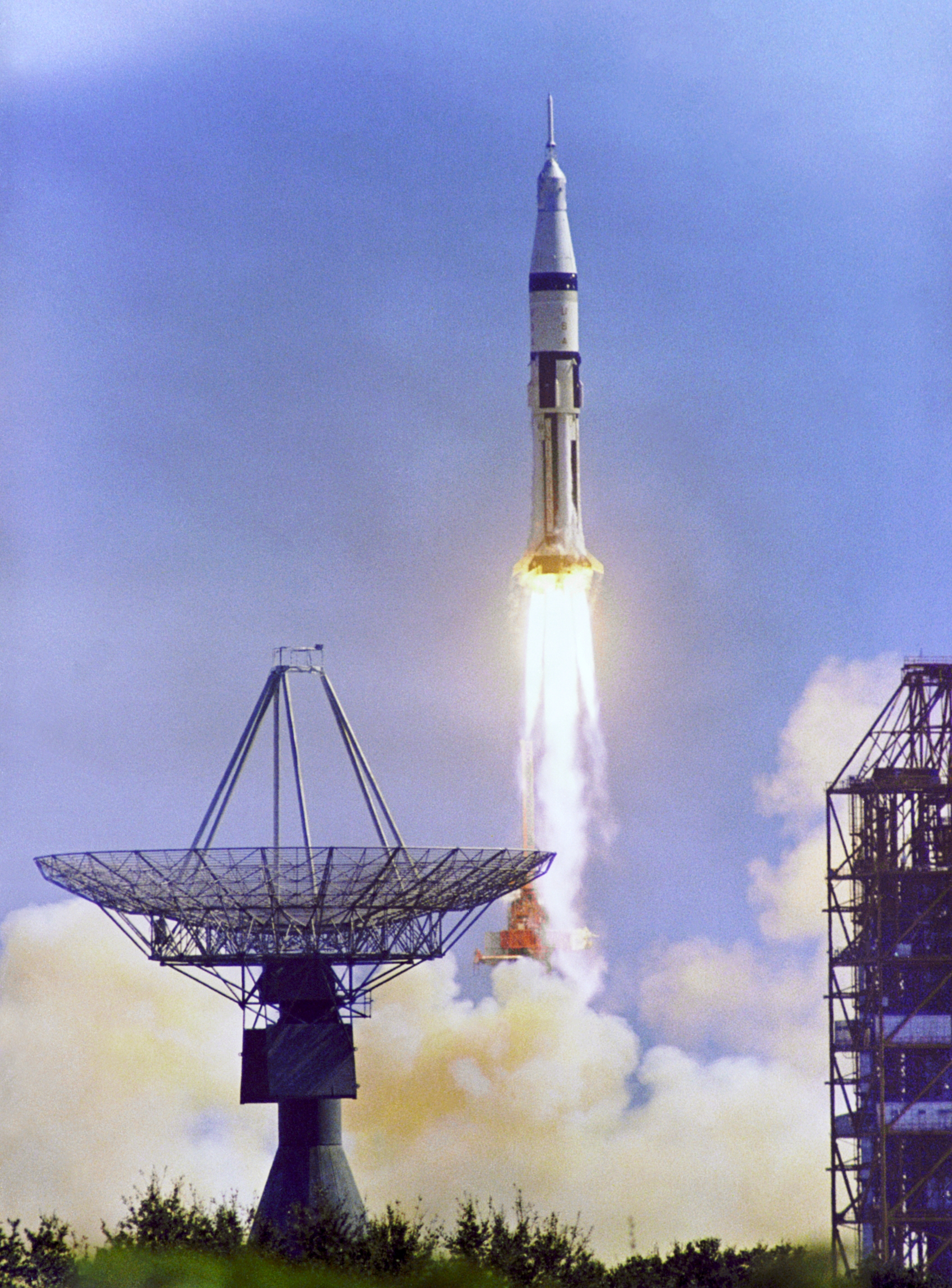
Apollo-Saturn IB

L'obiettivo del programma Apollo di far atterrare un uomo sulla Luna, tale programma richiese lo sviluppo della famiglia di razzi Saturn. Il grande razzo Saturn V necessario per portare gli uomini sulla Luna richiedeva una struttura di lancio più grande di quella che Cape Canaveral poteva fornire, quindi la NASA costruì il Kennedy Space Center situato a ovest e a nord di Canaveral sull'isola di Merrit. Ma i primi Saturn I e IB potevano essere lanciati dai complessi di lancio 34 e 37 del Capo. I primi quattro lanci di sviluppo di Saturn I furono effettuati dalla LC-34 tra il 27 ottobre 1961 e il 28 marzo 1963. Questi furono seguiti dal lancio di prova finale e cinque lanci operativi da LC-37 tra il 29 gennaio 1964 e il 30 luglio 1965.
Il Saturn IB ha potenziato le capacità del Saturn I, in modo che potesse essere utilizzato per i test orbitali terrestri della navicella Apollo. Due lanci di prova senza pilota del modulo di comando e servizio Apollo (CSM), AS-201 e AS-202, sono stati effettuati da LC-34 e un volo senza pilota (AS-203) per testare il comportamento del combustibile idrogeno liquido dello stadio superiore in orbita da LC-37, tra il 26 febbraio e il 25 agosto 1966. Il primo volo CSM con equipaggio AS-204, doveva essere Apollo 1, ma l'equipaggio rimase ucciso in un incendio in cabina durante un test sul pad LC-34 il 27 gennaio 1967. Il razzo AS-204 fu usato per lanciare il primo volo di prova orbitale terrestre senza pilota del modulo lunare Apollo 5, da LC-37 il 22 gennaio 1968. Dopo che furono apportati significativi miglioramenti alla sicurezza al Modulo di comando, l'Apollo 7 fu lanciato da LC-34 per compiere la missione dell'Apollo 1, utilizzando Saturn IB AS-205 l'11 ottobre 1968.
Nel 1972, la NASA ha disattivato sia LC-34 che LC-37. Ha brevemente considerato la riattivazione di entrambi per il lancio del programma di applicazioni Apollo dopo la fine dell'Apollo, ma ha invece modificato il complesso di lancio del Kennedy Space Center per gestire il Saturn IB per i lanci dello Skylab e dell'Apollo-Soyuz Test Project. La struttura di servizio LC-34 e la torre ombelicale furono rase al suolo, lasciando solo il piedistallo di lancio in cemento come monumento all'equipaggio dell'Apollo 1. Nel 2001, LC-37 è stato rimesso in servizio e convertito in veicoli di lancio Delta IV di servizio.

## Attività successiva
L'Air Force ha scelto di espandere le capacità dei veicoli di lancio Titan per le sue capacità di sollevamento pesante. L'Air Force ha costruito i complessi di lancio 40 e 41 per lanciare i razzi Titan III e Titan IV appena a sud del Kennedy Space Center. Un Titan III ha all'incirca la stessa capacità di carico del Saturn IB con un notevole risparmio sui costi.
Launch Complex 40 e 41 sono stati utilizzati per lanciare missioni di ricognizione della difesa, comunicazioni e satelliti meteorologici e missioni planetarie della NASA. L'Air Force prevedeva anche di lanciare due progetti spaziali con equipaggio dell'Air Force da LC 40 e 41. Erano il Dyna-Soar, un razzo orbitale con equipaggio (cancellato nel 1963) e il Manned Orbital Laboratory (MOL) dell'USAF, una stazione spaziale di ricognizione con equipaggio (annullata nel 1969).
Dal 1974 al 1977 il potente Titan-Centaur divenne il nuovo veicolo per il sollevamento pesante per la NASA, lanciando le serie di veicoli spaziali Viking e Voyager dal Launch Complex 41. Il complesso 41 divenne in seguito il sito di lancio del più potente razzo statunitense senza pilota, il Titan IV, sviluppato dall'Aeronautica Militare.
Con un maggiore utilizzo di una piattaforma di lancio in leasing da parte della società privata SpaceX, le operazioni di supporto al lancio dell'aeronautica militare al Capo prevedono 21 lanci nel 2014, un aumento del 50% rispetto al tasso di lancio del 2013. SpaceX ha prenotato per un totale di dieci di quei lanci nel 2014, con un'opzione per un undicesimo.

## Lanci senza equipaggio a Cape Canaveral
Il primo lancio del satellite degli Stati Uniti, Explorer 1, fu effettuato dall'Agenzia dei missili balistici dell'esercito il 1º febbraio 1958 (UTC) dal LC-26A di Canaveral utilizzando un missile Juno I RS-29. Il primo lancio della NASA, Pioneer 1, è avvenuto l'11 ottobre dello stesso anno dall'LC-17A utilizzando un razzo Thor- Abile.
Oltre al Progetto Gemini, i complessi di lancio Atlas-Agena LC-12 e LC-13 furono usati negli anni 60 per i programmi Ranger e Lunar Orbiter senza equipaggio e per le prime cinque sonde interplanetarie Mariner. Il complesso di lancio Atlas-Centaur LC-36 è stato utilizzato per il programma di atterraggio lunare senza equipaggio Surveyor degli anni 60 e per le ultime cinque sonde Mariner fino al 1973.
La NASA ha anche lanciato comunicazioni e satelliti meteorologici dai complessi di lancio 40 e 41, costruiti all'estremità nord del Capo nel 1964 dall'Air Force per i suoi missili Titan IIIC e Titan IV. Dal 1974 al 1977 il potente Titan IIIE è servito come veicolo per il sollevamento pesante per la NASA, lanciando la serie di veicoli spaziali planetari Viking e Voyager e la sonda Saturno Cassini-Huygens da LC-41.
Tre piattaforme di Cape Canaveral sono attualmente gestite dalla NASA e dall'industria privata per i lanci civili: SLC-41 per l'Atlas V e SLC-37B per il Delta IV, entrambi per carichi pesanti United Launch Alliance; e SLC-40 per SpaceX, dal quale partirono i Falcon 9 con alcune delle missioni Cargo per la Stazione spaziale internazionale con la capsula Dragon 1, utilizzata ancora oggi per tutti i lanci Starlink
Il Launch Services Program (LSP) della NASA è responsabile della supervisione delle operazioni di lancio e della gestione del conto alla rovescia per tutti i lanci senza equipaggio a Cape Canaveral che non opera.

### Boeing X-37B
Il Boeing X-37B, un veicolo spaziale riutilizzabile senza equipaggio gestito dalla USSF, noto anche come Orbital Test Vehicle (OTV), è stato lanciato con successo quattro volte da Cape Canaveral. Le prime quattro missioni X-37B sono state lanciate con i razzi Atlas V. Le date di lancio passate per lo spazioplano X-37B includono il 22 aprile 2010, 5 marzo 2011, 11 dicembre 2012 e 20 maggio 2015. La quarta missione X-37B è atterrata al Kennedy Space Center il 7 maggio 2017, dopo 718 giorni in orbita. Le prime tre missioni X-37B sono tutte effettuate con successo atterraggi autonomi dallo spazio a una pista di 15.000 piedi (4.600 m) situata a Vandenberg Air Force Base in California, originariamente progettata per il ritorno dello Space Shuttle dalle operazioni in orbita.

## Operazioni, infrastrutture e strutture
Dei complessi di lancio costruiti a partire dal 1950, molti sono stati affittati e modificati per essere utilizzati da società aerospaziali private. Il complesso di lancio SLC-17 è stato utilizzato per la variante Delta II Heavy, fino al 2011. I complessi di lancio SLC-37 e SLC-41 sono stati modificati per lanciare rispettivamente i veicoli appartenenti al programma Evolved Expendable Launch Vehicle (EELV) Delta IV e Atlas V. Questi veicoli di lancio sostituirono tutti i precedenti razzi Delta, Atlas e Titan. Il complesso di lancio SLC-47 viene utilizzato per lanciare razzi che sondano il meteo. Launch Complex SLC-46 è riservato all'uso da parte di Space Florida.
SLC-40 nel giugno 2010 ha ospitato il primo lancio del Falcon 9 della SpaceX. I lanci del Falcon 9 sono continuati da questo complesso fino al 2015, costituiti da missioni di servizi di rifornimento commerciali senza equipaggio per la NASA alla Stazione spaziale internazionale e voli satellitari commerciali. SpaceX ha anche preso in affitto il Launch Complex 39A dalla NASA e ha completato la modifica per ospitare i voli spaziali con equipaggio Falcon Heavy e Commercial Crew sulla ISS con la loro navicella Crew Dragon nel 2019. SpaceX utilizza le Landing Zone 1 e 2 per l'atterraggio dei primi stadi del Falcon 9 e dei side booster del Falcon Heavy. Le Landing Zone si trovano nel sito dell'ex LC-13.
Il 16 settembre 2015, la NASA annunciò che la Blue Origin noleggiò il Launch Complex 36 il quale sarà modificato per ospitare i loro veicoli di lancio di prossima generazione.
Nel caso di lanci a bassa inclinazione (geostazionari) la posizione dell'area a 28° 27′ N ha uno svantaggio rispetto agli altri lanci più vicini all'equatore. La spinta verso est della rotazione della Terra è circa 405 m/s (circa 900 miglia all'ora) a Cape Canaveral, è invece di 465 m/s (1,035 miglia all'ora) all'europeo Centre Spatial Guyanais nella Guyana francese.
Nel caso di lanci ad alta inclinazione (polari), la latitudine non ha importanza, ma l'area di Cape Canaveral non è adatta, perché le aree abitate sono alla base di queste traiettorie; Al loro posto vengono utilizzate le basi dell'aeronautica di Vandenberg, situata a 14,8 km a nord-ovest di Lompoc, in California o la più piccola Pacific Spaceport Complex - Alaska (PSCA).
L'Hangar AE, situato nell'area industriale CCAFS, raccoglie i dati di telemetria dai lanci in tutti gli Stati Uniti. Il Launch Services Program della NASA ha tre Launch Vehicle Data Center (LVDC) all'interno che visualizzano la telemetria in tempo reale per gli ingegneri.

### Museo
La Cape Canaveral Space Force Station contiene anche il Air Force Space & Missile Museum, situato al complesso di lancio 26.

### Cape Canaveral Space Force Station Skid Strip
Il Cape Canaveral Space Force Station Skid Strip (ICAO: KXMR, FAA LID: XMR) è un aeroporto militare presso la Cape Canaveral Space Force Station (CCSFS), situato a 7 miglia nautiche (13 km) a nord-est di Cocoa Beach, Florida. Ha una pista in asfalto designata 13/31. La struttura è di proprietà della United States Space Force (USSF).
A questo aeroporto viene assegnato un identificatore di posizione di tre lettere XMR dalla Federal Aviation Administration, ma non ha un codice aeroportuale IATA (International Air Transport Association).
La pista fu chiamata per la prima volta Skid Strip perché i missili da crociera SM-62 Snark (privi di ruote) di ritorno dai voli di prova avrebbero dovuto fermarsi su di essa.
Negli anni 60 il Douglas C-133 Cargomaster era un frequente visitatore, trasportava missili Atlas e Titan modificati, usati come veicoli di lancio per programmi spaziali con equipaggio e senza equipaggio che portarono agli sbarchi sulla Luna dell'Apollo. La Striscia di Skid è stato utilizzata dagli aerei da trasporto B377PG Pregnant Guppy e Super Guppy che trasportavano lo stadio superiore S-IVB per i razzi Saturn IB e Saturn V usati nel programma Apollo.
Oggi, è utilizzato prevalentemente dagli aerei USAF C-130 Hercules, C-17 Globemaster III e il C-5 Galaxy che trasportano carichi utili satellitari a CCSFS per l'accoppiamento con veicoli di lancio.
La CCSFS Skid Strip a volte viene confusa con la NASA Shuttle Landing Facility, il quale è un aeroporto situato presso Merritt Island, nella contea di Brevard in Florida, che fa parte del John F. Kennedy Space Center (KSC). L'aeroporto fu costruito nel 1974, e utilizzata dal 1976 al 2015 per l'atterraggio degli Space Shuttle.

### Naval Ordnance Test Unit
A Cape Canaveral SFS è situata anche la Naval Ordnance Test Unit (NOTU) della US Navy, come un importante comando di terra guidato da un capitano della Marina. Il NOTU è stato creato nel 1950 e inizialmente ha diretto quasi tutti i suoi sforzi verso lo sviluppo e il successivo supporto del programma Fleet Ballistic Missile (FBM) lanciato da sottomarini. Ciò ha comportato l'assegnazione di NOTU al Direttore, Progetti speciali (ora Programmi di sistemi strategici) con la missione di supportare lo sviluppo del missile Polaris e successivamente dei programmi missilistici Poseidon.
La missione del NOTU è il supporto e il collaudo di sistemi d'arma basati sul mare per la Marina degli Stati Uniti e la Royal Navy in un ambiente sicuro che utilizzi lo spazio aereo e lo spazio acquatico dell'Eastern Range. Il comando supporta direttamente la capacità di missione e la prontezza dei sottomarini Trident della Marina degli Stati Uniti, nonché il programma di missili balistici della flotta del Regno Unito. Il NOTU gestisce il porto della Marina di Port Canaveral, supportando i sottomarini e le navi di superficie della flotta atlantica degli Stati Uniti, della NATO, delle marine alleate e di altre marine straniere, e le risorse del Military Sealift Command. Il NOTU è composta da oltre 100 dipendenti in servizio attivo della Marina degli Stati Uniti e oltre 70 appaltatori della difesa.

## Unità base
Le unità contrassegnate GSU sono Air Force Geographically Separate Units che, sebbene con sede a Cape Canaveral SFS, sono subordinate al quartier generale del 45th Space Wing a Patrick SFB.

### Forza spaziale degli Stati Uniti
Comando delle operazioni spaziali (SpOC)
- 45ª ala spaziale
  - 5º Squadrone di lancio spaziale: Atlas V e Delta IV
  - 45th Operations Group (GSU) che incorpora l'ex 45th Launch Group disattivato nel 2018[16]
    - 45th Range Squadron
    - 45th Space Communications Squadron
    - 45th Weather Squadron

### Marina degli Stati Uniti
- Naval Ordnance Test Unit